# Red de Soluciones para el Desarrollo Sostenible
La Red de Soluciones para el Desarrollo Sostenible (conocida como SDSN por las siglas de su denominación en inglés, Sustainable Development Solutions Network) se lanzó en 2012 como parte de las iniciativas del entonces secretario general de la ONU, Ban Ki-moon, para promover el desarrollo sostenible. La finalidad de la SDSN  era movilizar el conocimiento científico y tecnológico mundial para afrontar los retos del desarrollo sostenible y establecer indicadores, incluido el diseño y aplicación de la agenda mundial de desarrollo sostenible posterior a 2015 (conocida como Agenda 2030 u Objetivos de Desarrollo Sostenible). En septiembre de 2018 el exministro Miguel Ángel Moratinos lideraba la SDSN en España.

## Plataforma regional SDSN en el sudeste asiático
La SDSN se considera en todo el mundo como un espacio para promover y compartir soluciones de desarrollo sostenible. Es por tanto fundamental para las economías emergentes. Particularmente en los países de la Asociación de Naciones del Sudeste Asiático (ASEAN), estas soluciones minimizan los impactos negativos en el medio ambiente, crean empleo, propician un crecimiento inclusivo y ayudan a erradicar la pobreza.
En octubre de 2013 la plataforma regional SDSN en el sudeste asiático e Indonesia (SDSN-SEA por sus siglas en inglés) fue presentada por el entonces presidente de la República de Indonesia, Susilo Bambang Yudhoyono, el profesor Jeffrey Sachs, director del Instituto de la Tierra de la Universidad de Columbia y asesor especial del secretario general de la ONU, Ban Ki-moon, y la ministra de turismo y economía creativa de Indonesia, Mari Pangestu. La sede del SDSN-SEA se encuentra en el campus creativo Unidos en la Diversidad, Kura Kura, Bali. Lo copresiden la citada Mari Pangestu y Cherie Nursalim.

## Taller regional 2014 (Asociación para soluciones)

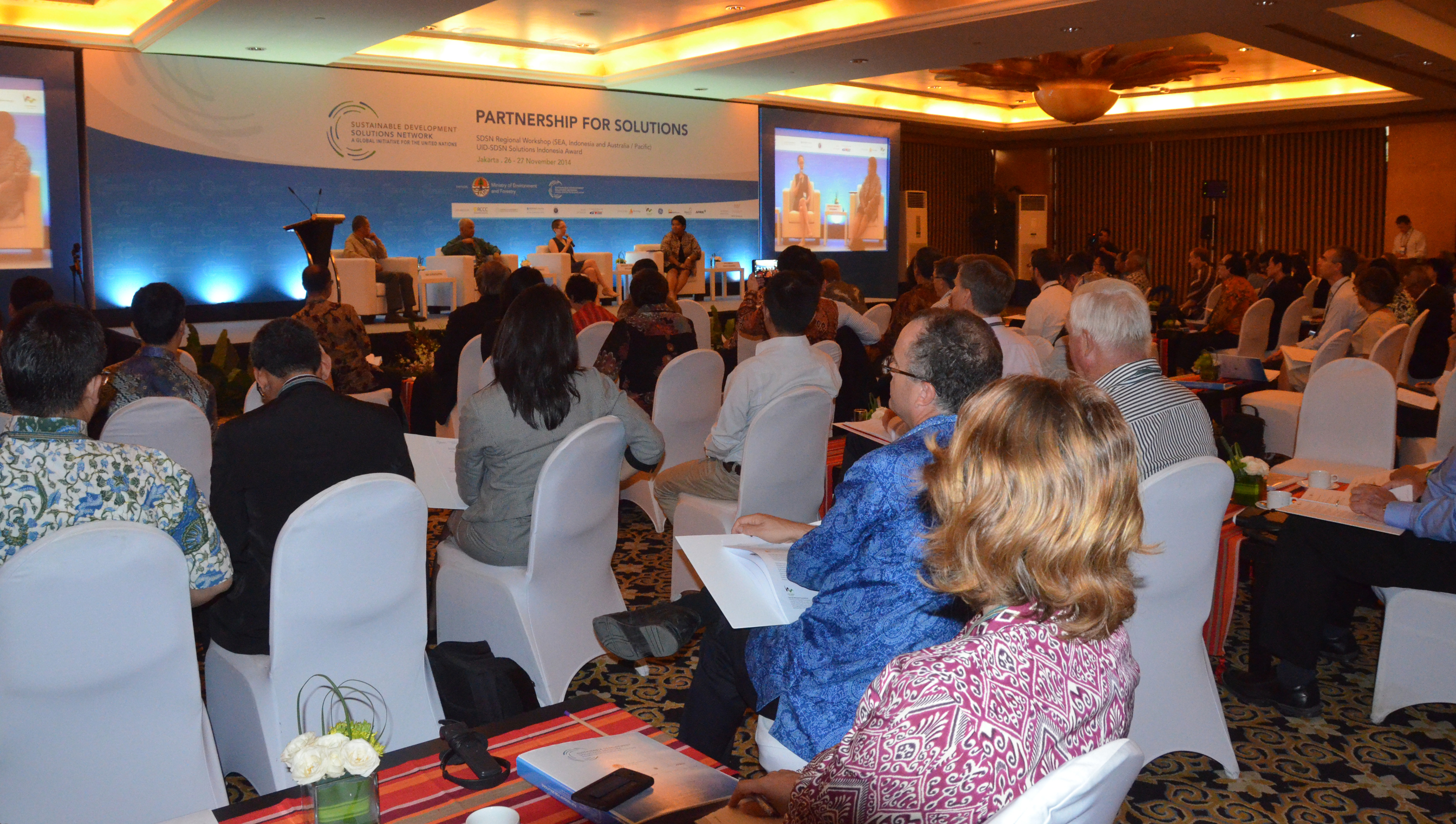
Taller regional SDSN (sudeste asiático, Indonesia y Australia/ Pacífico)

El primer taller regional reunió a SDSN-SEA,  SDSN Indonesia y SDSN Australia/Pacífico en Yakarta del 26 al 27 de noviembre de 2014. Participaron dirigentes y expertos de academias, gobiernos, negocios y sociedad civil para hablar de las futuras necesidades energéticas de Indonesia, identificar cómo satisfacerlas mediante la descarbonización, y desarrollar planes de soluciones colaborativas.
El socio principal del taller regional fue el Ministerio de Medio Ambiente y Silvicultura de Indonesia, encabezado por el ministro Siti Nurbaya y organizado por el Centro Universitario Indonesio de Investigación del Cambio Climático, el foro Unidos en la Diversidad (UID por sus siglas en inglés) y la Universidad Monash, en asociación con el Centro de Mando contra el Carbono (Carbon War Room), el Centro Australia-Indonesia y la Fundación Harold Mitchell.
Este taller se centró en identificar un futuro económica, social y medioambientalmente sostenible para Indonesia, y cómo puede medirse el progreso hacia él, alineando las necesidades de Indonesia con los Objetivos de Desarrollo Sostenible en las áreas de energía y descarbonización. Esto incluirá desarrollar ideas para investigación colaborativa, proyectos de demostración, y proyectos de planificación estratégica.

## Propuestas de trabajo futuro, con promesas de apoyo
Dirigentes y expertos de academias, gobiernos y empresas de Indonesia, la ASEAN , Australia y el Pacífico hicieron propuestas y promesas para varias iniciativas de sostenibilidad de transporte, descarbonización profunda, desarrollo urbano e insular, energía renovable y turismo sostenible.

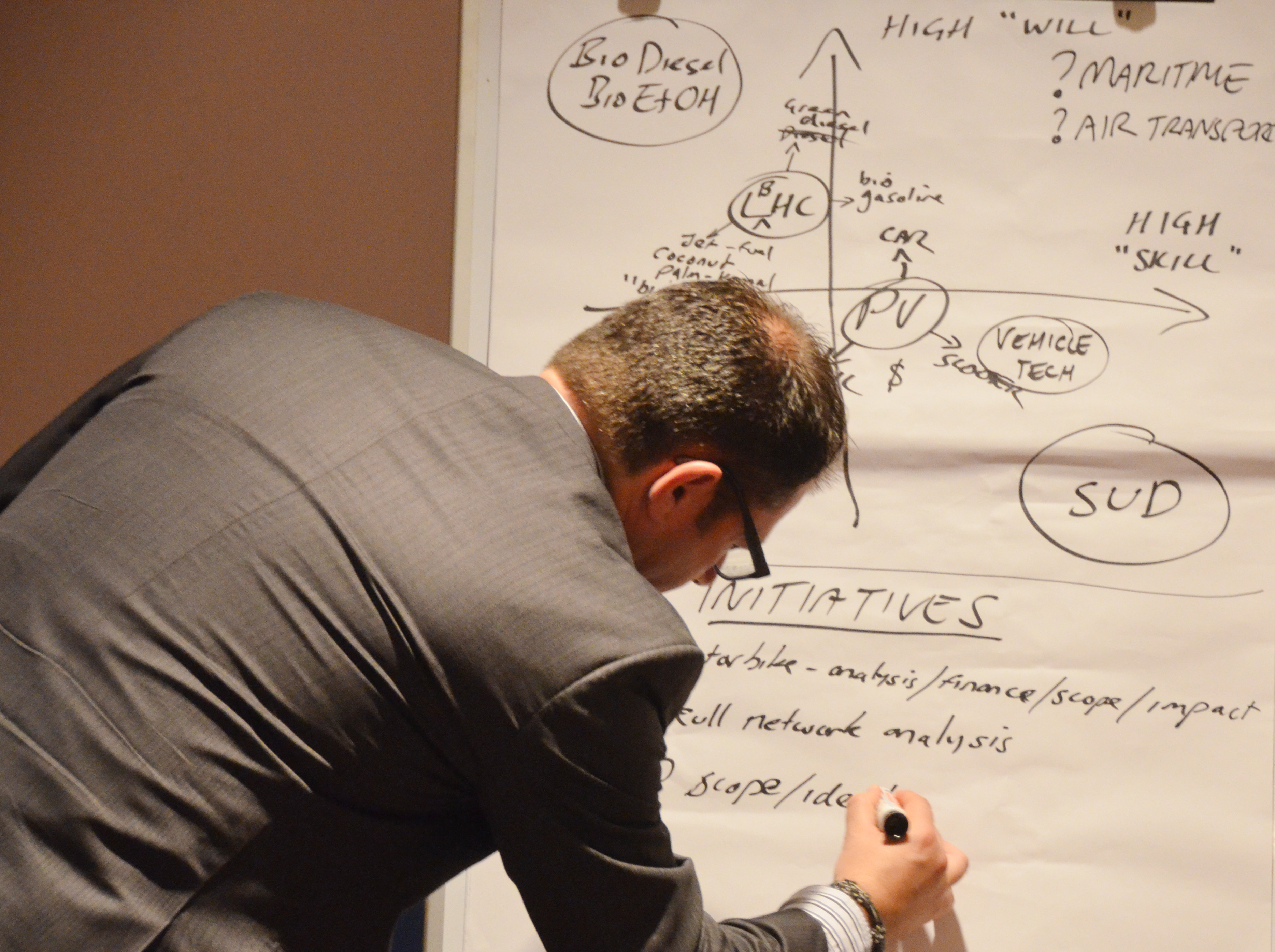
Nugroho Indrio, asesor sénior del ministro de transporte de Indonesia, presidió el grupo de transporte en el taller de 2014.

## Premio UID-SDSN
El premio UID-SDSN es una iniciativa sostenible para animar a organizaciones indonesias a presentar alguna solución que, en línea con los Objetivos de Desarrollo Sostenible, demuestre algún éxito inicial y tenga el potencial de aplicarse a mayor escala, adaptarse o reproducirse. Las 6 soluciones finalistas reciben asistencia para compartirse, aplicarse a mayor escala o reproducirse. La ganadora obtiene 300 millones de rupias indonesias.
Los primeros finalistas de este premio se anunciaron en la conferencia internacional sobre desarrollo sostenible del Foro de Cooperación Económica Asia-Pacífico (APEC por sus siglas en inglés) en Tri Hita Karana el 6 de octubre de 2013. El ganador fue un equipo de la regencia de Bojonegoro dirigido por Kang Yoto por la solución "Pavimentación de carreteras comunitarias”.
Al año siguiente se volvió a convocar este premio y los 6 finalistas, elegidos entre más de 40 participantes, y anunciados en el taller SDSN-SEA, Indonesia y Australia/Pacífico el 26 de noviembre de 2014, fueron:

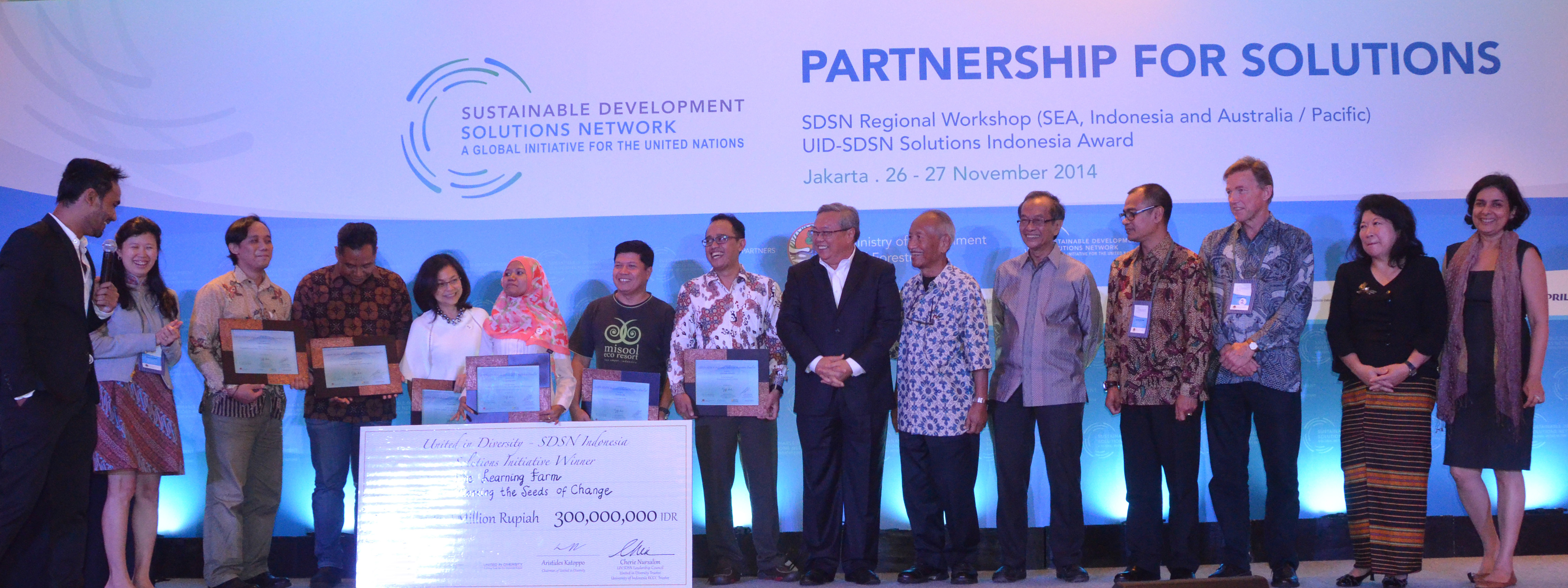
Finalistas y ganador de la iniciativa de soluciones UID-SDSN Indonesia

### Telapak Indonesia – “De tala ilegal a tala comunitaria”[10]
- Iniciativa impulsada por el impacto destructivo, no solo medioambiental sino también social, de la deforestación en Indonesia. Telapak Indonesia transforma exitosamente a los madereros ilegales en madereros comunitarios verdes y responsables combinando la certificación Consejo de Administración Forestal (FSC por sus siglas en inglés) y la formación comunitaria.

### Fundación Ibeka – “Energía comunitaria minihidráulica y sostenible”[11]
- Surgida en 1992, IBEKA es una entidad empresarial social con una sólida base de ingeniería y el objetivo de mejorar la condición socioeconómica de comunidades rurales remotas suministrándoles energía renovable independiente de la red eléctrica.

### Casa Rachel– “Cuidados pediátricos paliativos para niños marginados”[12]
- La Casa Rachel, en bahasa "Yayasan Rumah Rachel", es un hospicio pediátrico, con un equipo formado para proporcionar a domicilio gestión del dolor y apoyo psicosocial y espiritual a enfermos terminales de cáncer o VIH, permitiendo a niños moribundos recibir los mejores cuidados en su casa, si desean pasar sus últimos días allí.

### LSM Meaka Wakatobi – “Alguiculturainnovadora”
- La regencia de Wakatobi se encuentra al sureste de Sulawesi. Una gran parte es el Parque nacional marino Wakatobi, y los habitantes dependen del turismo y de la pesca. Meaka Wakatobi introduce la "Nueva forma de alguicultura" utilizando jaulas de algas para facilitar la siembra. Se logra así una mejor cosecha, una nueva fuente de ingresos, mejora de perspectivas económicas para los habitantes y menor degradación del entorno costero.

### Misool Baseftin – “Protección de labiodiversidadmediante acción comunitaria y utilización dedrones”[13]
- Los arrecifes Raja Ampat se encuentran en el epicentro de biodiversidad marina, en el corazón del Triángulo de coral. Esta región alberga al 75 % de las especies de coral mundialmente conocidas, y cerca de 1 500 especies de peces. Misool Baseftin, organización con sede en Raja Ampat - Papúa, utiliza vehículos aéreos no tripulados para controlar grandes zonas marinas de conservación. El éxito de este proyecto crea una oportunidad fantástica para reproducirlo en otras áreas de conservación clave de toda Indonesia, zonas donde está prohibida la pesca, bosques donde es ilegal la extracción de madera, pesquerías costeras y muchas otras aplicaciones.

### Ganador del premio UID SDNS 2.0: la Granja de Aprendizaje por "Plantando las semillas del cambio"[14]
Establecida en 2005, la Granja de Aprendizaje es un esfuerzo de granja orgánica residencial para dar formación y rodaje comunitario a la juventud vulnerable indonesia en 2 fases (de 15 semanas cada una):
1. Fase 1: Habilidades para la vida, formación profesional y emprendimiento
2. Fase 2: Proceso de aprendizaje más individual y autodirigido

El 46 % de quienes cursan este programa continúan trabajando en la agricultura orgánica, el 35 % consiguen empleos no agrícolas y el 9 % continúa estudiando, con un porcentaje relativamente pequeño (6 %) que permanece en paro.